# Gutshaus Mammendorf

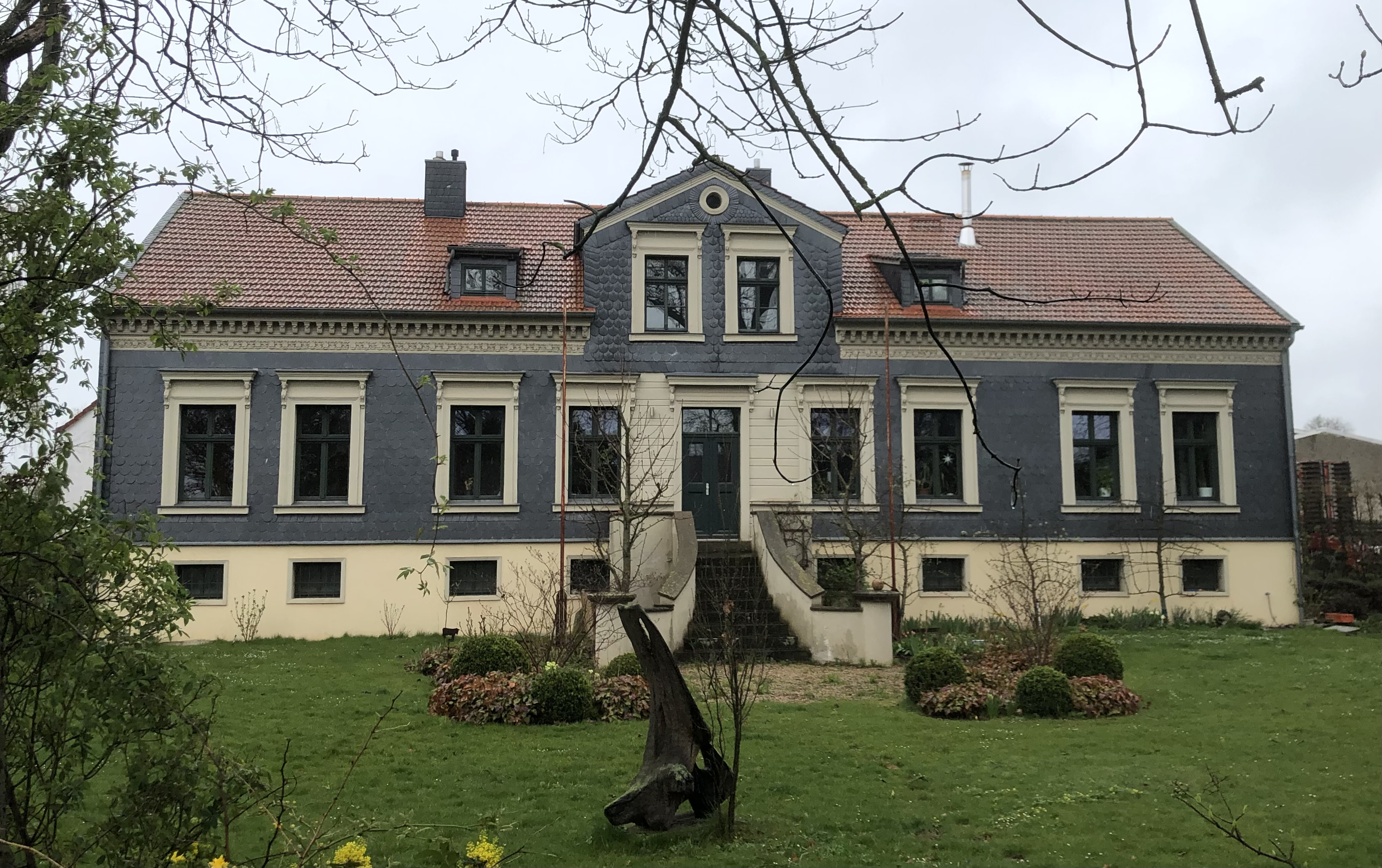
Gutshaus Mammendorf, 2022

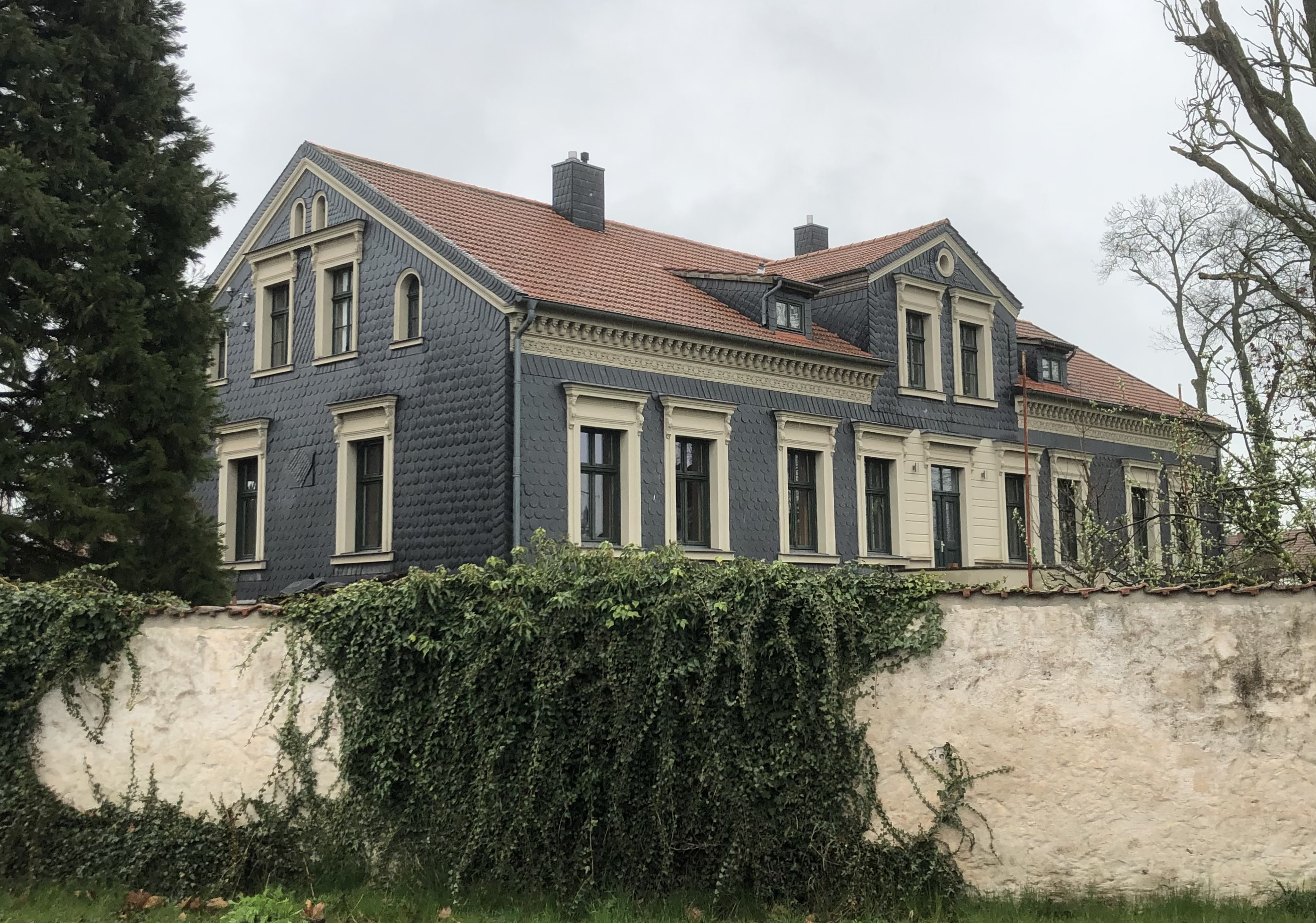
Blick von der Straße

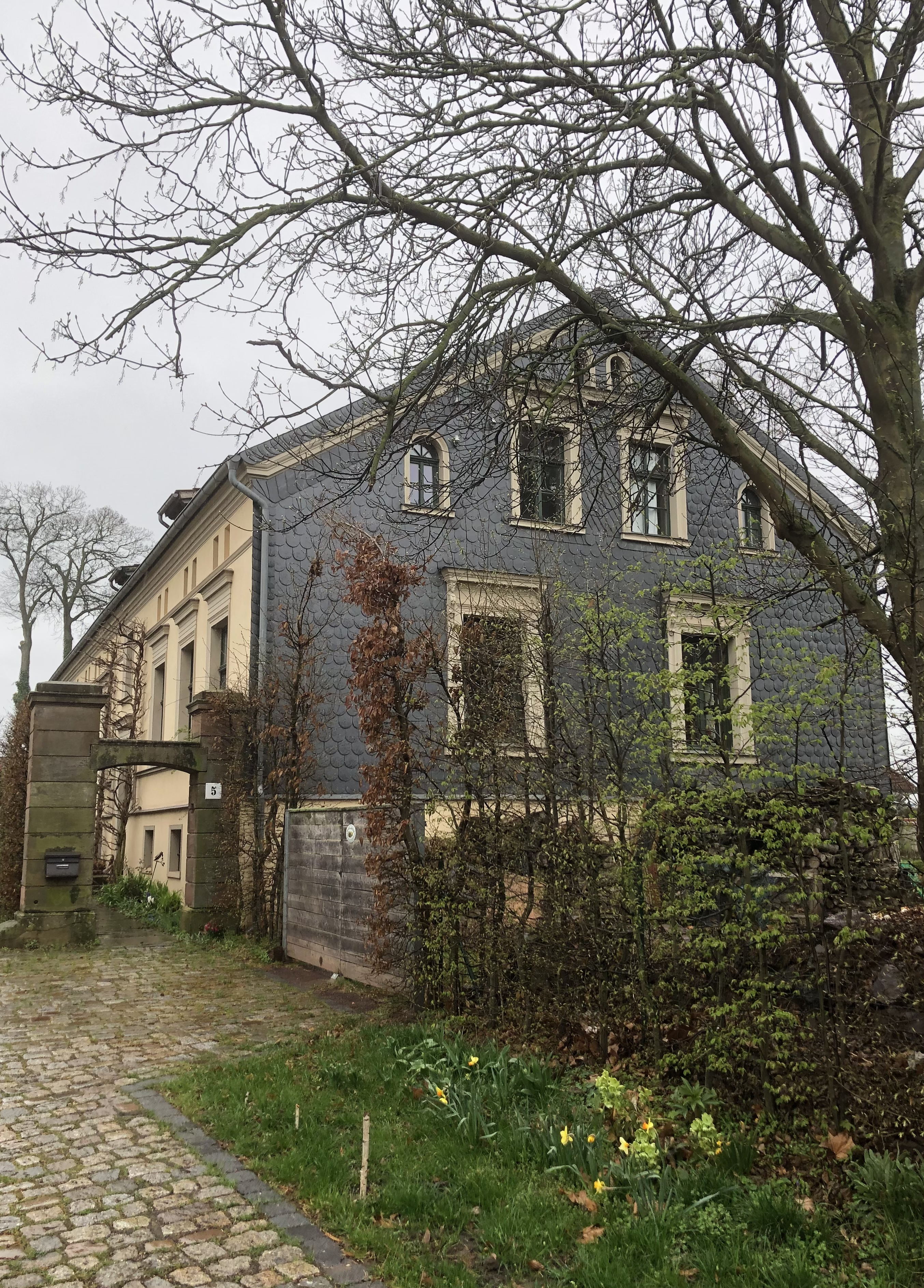
Nordseite

Das Gutshaus Mammendorf ist ein denkmalgeschütztes Gutshaus in der Gemeinde Hohe Börde in Sachsen-Anhalt.

## Lage
Das Gebäude befindet sich im Zentrum des Ortsteils Mammendorf an der Adresse Thomas-Müntzer-Straße 5. Die Thomas-Müntzer-Straße läuft westlich und nördlich am Grundstück entlang.

## Architektur und Geschichte
Der eingeschossige verputzte Bau entstand in der Zeit um 1870 im Stil des Spätklassizismus. Das repräsentativ gestaltete Haus ruht auf einem hohen Souterrain und verfügt über ein Mezzaningeschoss. Die Fassade ist neunachsig angelegt und auf der West- und Nordseite mit Schindeln verkleidet. Die Fensteröffnungen sind mit einer profilierten Rahmung gefasst. Auf der Westseite führt eine geschwungene einläufige Freitreppe zu einem Eingang in der mittleren Achse. Auf dem Satteldach befindet sich oberhalb des Eingangs ein zweiachsiges, von einem Dreiecksgiebel bekröntes Zwerchhaus, was zu einer besonderen Betonung der Mittelachse und der Symmetrie des Hauses führt. In dem Dreiecksgiebel ist mittig ein Ochsenauge angeordnet.
Im örtlichen Denkmalverzeichnis ist das Gutshaus unter der Erfassungsnummer 094 75559 als Baudenkmal eingetragen. Es wird auch als ehemaliges Jagdschloss bezeichnet.